# Мазус, Израиль Аркадьевич
Израиль Аркадьевич (Исрул Айзикович) Мазус (29 июля 1929, Теплик, Гайсинский уезд, Подольская губерния — 13 мая 2016, Москва) — российский писатель, член антисталинской молодёжной организации «Всесоюзная демократическая партия». Строитель, ученый-инженер.

## Биография
Родился в местечке Теплик Гайсинского уезда в 1929 году. Отец — «лишенец»; строил еврейский колхоз «Фрайлебн» (Свободная жизнь) в Крыму, затем работал в торговле.
В раннем возрасте переехал в Москву, жил в Кунцево. Исключён из 7-го класса за разбитый бюст Сталина.
В 1948 году учился в Московском авиационном технологическом институте. Тогда же вступил в антисталинскую студенческую организацию — «Всесоюзную Демократическую партию».

### Заключение
В 1948 году арестован, приговорён Особым Совещанием при МГБ на 7 лет ИТЛ. Отбывал наказание в Вятлаге, станции Сорде. Работал землекопом на строительстве лесозавода, плотником, диспетчером планового отдела. Во время заключения познакомился с заключённым Б. А. Полушкиным (Борис Чичибабин).

### После освобождения
Освободился в конце 1954 года. Почти сразу же амнистирован. После освобождения работал строителем, ученым-инженером. Участвовал в строительстве крупных промышленных и военных объектов (проспект Калинина, автомобильный завод в Москве, работал на шоколадной фабрике «Красный октябрь»). Разрабатывал автоматизированной системы управления строительством.
Как писатель — автор ряда рассказов и нескольких документальных повестей. Как историк подготовил и выпустил справочник об участниках молодёжных антисталинских подпольных группах и кружках, действовавших в 1926—1953 годах. Опубликовал следственное дело подпольной молодёжной партии (организации) «Демократический союз» (1928—1929).
Реабилитирован в 1989 году.
Участвовал в обороне Белого Дома (август 1991 года). В 1994—1996 годах — сопредседатель Объединения репрессированных Москвы.
Член Союза российских писателей.
Скончался 13 мая 2016 года.

## Семья
Жена — Нелли Хатеневер, дочь Леонида Моисеевича Хатеневера.

## Публикации
- Демократический союз. Следственное дело. 1928–1929 гг.: сборник документов. Составитель и автор предисловия И.А. Мазус. — М.: Российская политическая энциклопедия (РОССПЭН), 2010.
- Подпольные молодежные организации, группы и кружки (1926–1953 гг.). Составитель И.А. Мазус при участии Е.И. Мазус и Н.Н. Михалевой. — М.: Возвращение, Государственный музей ГУЛАГа, 2014.